# De Naakte Waarheid
De Naakte Waarheid is een Nederlands televisieprogramma dat sinds september 2008 te zien is op RTL 4. Het programma, dat elke woensdag om 21.30 te zien is, wordt gepresenteerd door Daphne Deckers, bijgestaan door mental coach Robert Pino.
In De Naakte Waarheid staat het zelfvertrouwen van de vrouw centraal. In elke aflevering gaat Deckers op zoek naar een vrouw die niet tevreden is met haar lichaam. Door mentale coaching, beauty- en stylingtips laat Deckers zien hoe de vrouw er mooi uit kan zien en zich goed kan voelen. De vrouwen moeten puur op eigen krachten werken. In dit programma vinden geen cosmetische ingrepen plaats.

## Afleveringen
Het eerste seizoen van De Naakte Waarheid werd uitgezonden van 3 september tot 5 november 2008 op RTL 4. De herhaling was de volgende dag op RTL 8 te zien. RTL 4 zond het programma op de woensdagavond uit om 21.30.
| Nr. | Datum             | Kijkcijfer      | Marktaandeel |
| --- | ----------------- | --------------- | ------------ |
| 1   | 3 september 2008  | 892.000 kijkers | 15,1%        |
| 2   | 17 september 2008 | 478.000 kijkers | 8,0%         |
| 3   | 24 september 2008 | 587.000 kijkers | 9,6%         |
| 4   | 1 oktober 2008    | 555.000 kijkers | 8,4%         |
| 5   | 8 oktober 2008    | 503.000 kijkers | 8,4%         |
| 6   | 22 oktober 2008   | 458.000 kijkers | 6,9%         |
| 7   | 29 oktober 2008   | 554.000 kijkers | 8,6%         |
| 8   | 5 november 2008   | 515.000 kijkers | 7,7%         |